# Lorisoïdeus
Els lorisoïdeus (Lorisoidea) són una superfamília de primats que s'estén per Àfrica i Àsia. A vegades, se'ls classifica dins el seu propi infraordre, Lorisiformes. Com a estrepsirrins que són, estan relacionats amb els lèmurs i els ai-ais, però actualment no se sap si l'ai-ai és més proper als lèmurs, o si representa una forma ancestral tant dels lemuroïdeus com dels lorisoïdeus.

## Descripció
En conjunt, es caracteritzen per tenir una urpa en lloc d'una ungla al segon dit, la qual fan servir per netejar-se. A més són animals nocturns que viuen als arbres, i tenen una pinta dental molt típica. S'alimenten d'insectes, fruits, saba dels arbres i petits animals, especialment ocells i rèptils.
Els galàgids són animals molt petits, amb una mida entre la d'un ratolí i la d'un conill, que són capaços de fer grans salts i llençar-se sobre les seves víctimes des de lluny.
Dels lorísids cal destacar algunes particularitats. Les espècies del gènere Nycticebus dormen enrotllats com una bola durant el dia, mentre que les espècies dels gèneres Arctocebus, Perodicticus i Pseudopotto, tenen una característica única entre els primats: el dit índex està atrofiat i és més petit que el quart dit.

## Distribució
Els tres gèneres dels gàlags viuen a l'Àfrica intertropical, des de la costa atlàntica fins a Etiòpia. La distribució geogràfica dels lorísids, és més dispersa. Els gèneres Arctocebus, Perodicticus i Pseudopotto, de la subfamília dels potos (Perodicticinae), viuen a l'Àfrica occidental. Els dos gèneres restants de lorísids, Loris i Nycticebus, són els gèneres asiàtics dels lorisiformes. Les espècies del gènere Loris viuen exclusivament a l'Índia i Sri Lanka, mentre que les espècies del gènere Nycticebus, es troben al Sud-est asiàtic i Bengala.

## Classificació taxonòmica
L'infraordre dels lorisiformes està format per 2 famílies, 8 gèneres i 30 espècies.
- Ordre Primates
  - Subordre Strepsirrhini: prosimis no tarsers
    - Infraordre Lorisiformes
      - Família Galagidae: gàlags
        - Gènere Euoticus
          - Gàlag elegant meridional (Euoticus elegantulus)
          - Gàlag elegant septentrional (Euoticus pallidus)

        - Gènere Galago
          - Grup Galago alleni
            - Gàlag d'Allen (Galago alleni)
            - Gàlag del Gabon (Galago gabonensis)
            - Gàlag del riu Cross (Galago cameronensis)

          - Grup Galago demidoff
            - Gàlag de Thomas (Galago thomasi)
            - Gàlag nan (Galago demidoff)

          - Grup Galago matschiei
            - Gàlag de Matschie (Galago matschiei)

          - Grup Galago orinus
            - Gàlag dels Uluguru (Galago orinus)
            - Gàlag de Rondo (Galago rondoensis)

          - Grup Galago senegalensis
            - Gàlag de Somàlia (Galago gallarum)
            - Gàlag d'Angola (Galago moholi)
            - Gàlag del Senegal (Galago senegalensis)

          - Grup Galago zanzibaricus
            - Gàlag de Grant (Galago granti)
            - Gàlag de Malawi (Galago nyasae)
            - Gàlag de Zanzíbar (Galago zanzibaricus)

        - Gènere Otolemur
          - Gàlag argentat (Otolemur monteiri)
          - Gàlag de cua gruixuda (Otolemur crassicaudatus)
          - Gàlag de Garnett (Otolemur garnettii)

      - Família Lorisidae: loris, potos i afins 
        - Subfamília Lorinae
          - Gènere Loris: loris esvelts
            - Loris esvelt gris (Loris lydekkerianus)
            - Loris esvelt vermell (Loris tardigradus)

          - Gènere Nycticebus: loris lents
            - Loris de Bengala (Nycticebus bengalensis)
            - Loris de Borneo (Nycticebus menagensis)
            - Loris de Java (Nycticebus javanicus)
            - Loris lent (Nycticebus coucang)
            - Loris pigmeu (Nycticebus pygmaeus)

        - Subfamília Perodicticinae: potos
          - Gènere Arctocebus: potos daurats
            - Anguatib daurat (Arctocebus aureus)
            - Anguatib daurat de Calabar (Arctocebus calabarensis)

          - Gènere Perodicticus
            - Poto (Perodicticus potto)

          - Gènere Pseudopotto
            - Fals poto (Pseudopotto martini)